# Pic de Medécourbe
Pic de Medécourbe är en bergstopp i Andorra på gränsen till Frankrike och Spanien. Den ligger i den nordvästra delen av landet. Toppen på Pic de Medécourbe är 2 914 meter över havet. Pic de Medécourbe ligger vid sjön Estanys Forcats.
Den högsta punkten i närheten är 3 100 meter över havet, 7,9 kilometer nordväst om Pic de Medécourbe.
Trakten runt Pic de Medécourbe består i huvudsak av kala bergstoppar och gräsmarker.